# Hustler
Hustler is een maandelijks pornografisch tijdschrift gericht op heteroseksuele mannen dat wordt gepubliceerd in de Verenigde Staten. Het werd voor het eerst gepubliceerd in juli 1974 door Larry Flynt. Het verschilde van de Hustler Newsletter en The Hustler For Today's Man, die goedkope reclame waren voor zijn stripclubs. De oplage van het tijdschrift groeide van een wankel begin tot een piek van ongeveer 3 miljoen stuks (de huidige oplage is minder dan 500.000 stuks).
Hustler was een van de eerste grote mannentijdschriften in de Verenigde Staten dat in de vroege jaren zeventig een taboe doorbrak, door expliciet veel meer van het vrouwelijk geslachtsorgaan te tonen dan andere populaire tijdschriften uit die tijd, zoals de Playboy.